# Costasiella kuroshimae
Costasiella kuroshimae — вид молюсків роду Costasiella. Відкритий у 1993 році. Для цього виду характерна клептопластія. Досягяє розмірів 2-7 мм. Видова назва походить від острову Куросіма, де вид був вперше описаний

## Ареал
Поширений вид в акваторії: Індійського океану, Японії; островів: Комодо, Мозамбіку, Окінава, Папуа Нової Гвінеї, заходу Тихого океану.

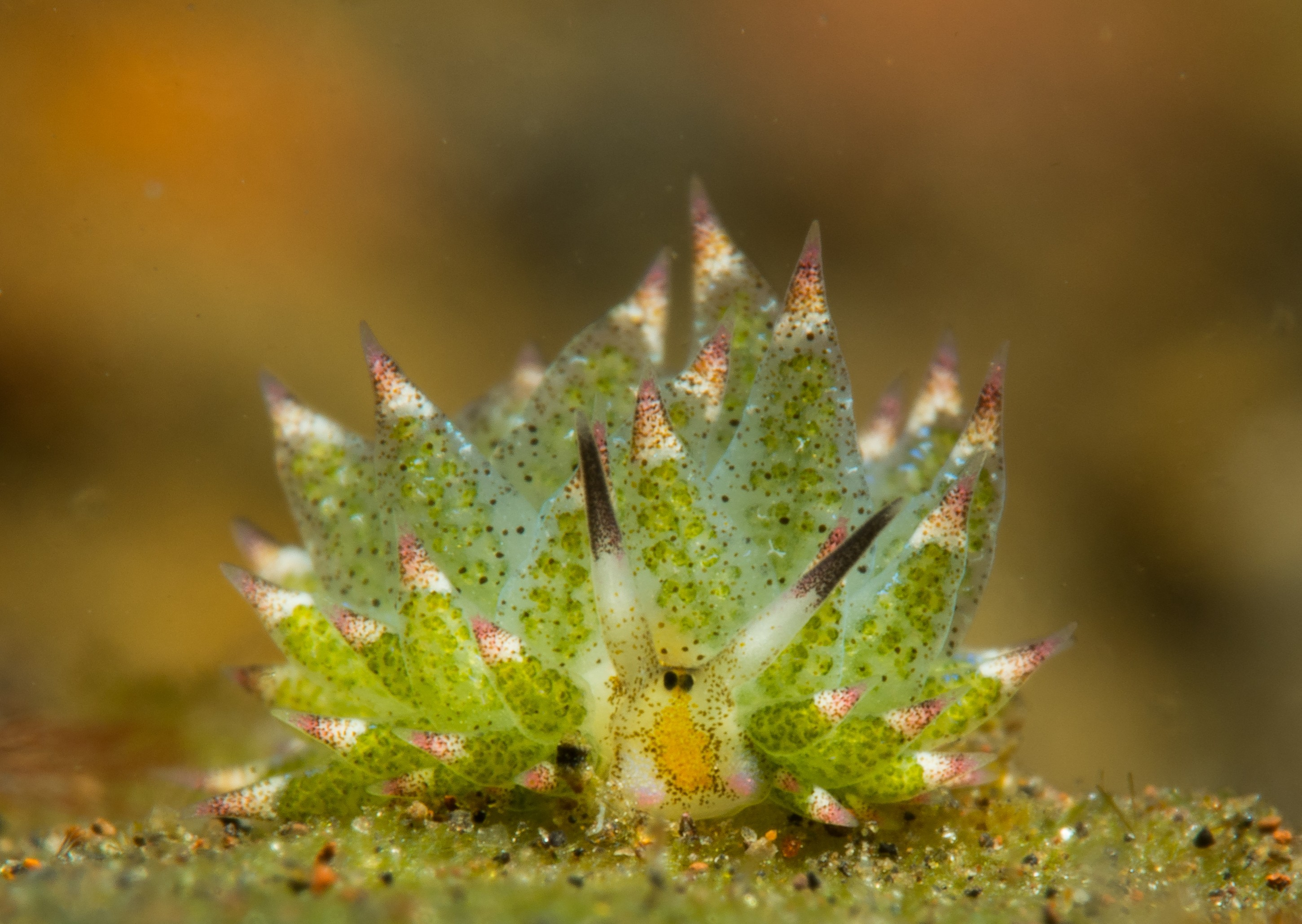
Costasiella kuroshimae з переднього ракурсу
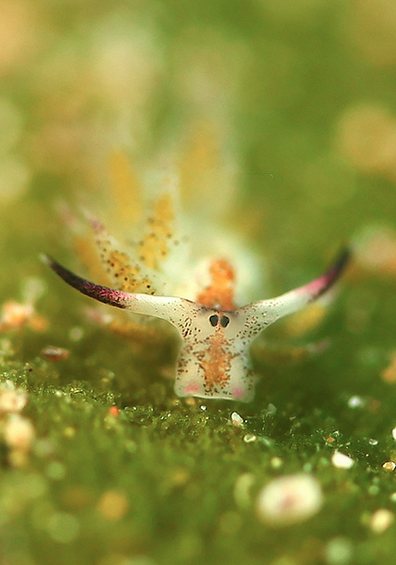
Costasiella kuroshimae знята неподалік від провінції Батангас, Філіппін.